# Jörg Robert

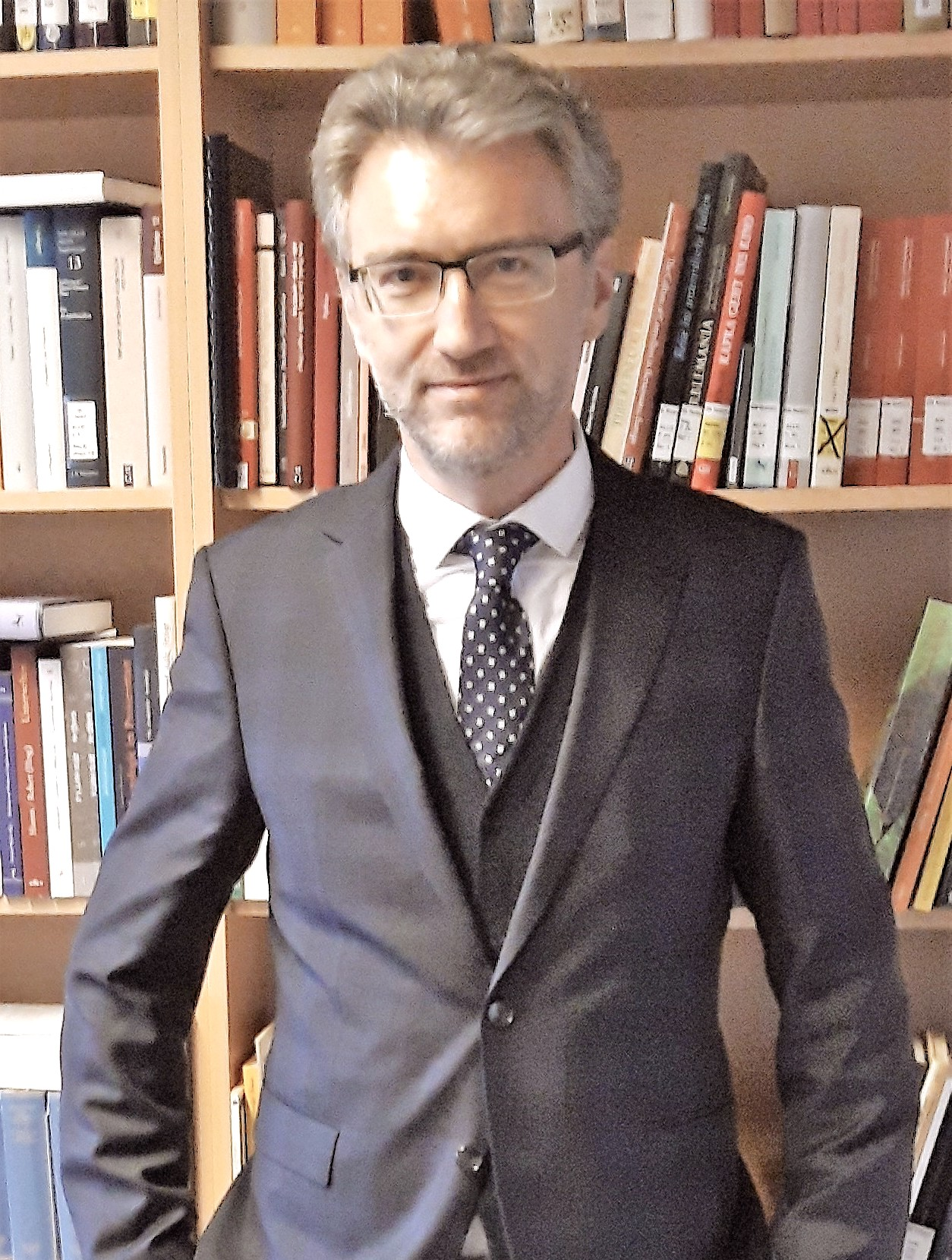
Jörg Robert, Professor für Neuere deutsche Literatur

Jörg Robert (* 6. April 1971 in Bad Neustadt an der Saale) ist ein deutscher Germanist. Er ist seit 2012 Professor für Neuere deutsche Literatur an der Eberhard Karls Universität Tübingen.

## Biografie
Robert studierte von 1991 bis 1998 Germanistik, Latein, Griechisch und Italienisch an der Julius-Maximilians-Universität Würzburg und an der Universität Turin. 2001 wurde er bei Günter Hess mit einer Arbeit zu Konrad Celtis in Würzburg promoviert. Von 2001 bis 2006 war er Wissenschaftlicher Mitarbeiter im SFB 573 (‚Pluralisierung und Autorität in der Frühen Neuzeit‘) an der LMU München. Am Lehrstuhl für Neuere Deutsche Literatur- und Ideengeschichte der Universität Würzburg war er von 2006 bis 2009 Wissenschaftlicher Mitarbeiter und Assistent. 2009 übernahm er die Vertretung des Lehrstuhls. Im selben Jahr habilitierte sich Robert mit der Studie: „Vor der Klassik – Die Ästhetik Schillers zwischen Karlsschule und Kantrezeption“ (publiziert 2011). 2012 folgte er dem Ruf an die Universität Tübingen auf den Lehrstuhl für Literaturgeschichte der Frühen Neuzeit. Er ist Mitinitiator und stellvertretender Sprecher des Sonderforschungsbereichs 1391 „Andere Ästhetik“. Seit 2018 ist er Herausgeber der Gesammelten Werke des Martin Opitz. 2022 begründete er gemeinsam mit Jörn Steigerwald das wissenschaftliche Journal Artes. Zeitschrift für Literatur und Künste der frühmodernen Welt. Er nahm zahlreiche Gastprofessuren z. B. an der Univ. Bologna, an der Univ. Mailand, an der Univ. Pau und an der TU Peking wahr. 
Jörg Robert ist mit der Klassischen Philologin Irmgard Männlein-Robert verheiratet.

## Forschungsschwerpunkte
- Deutsche Literatur im europäischen Kontext vom 16. Jahrhundert bis zur Gegenwart
- Poetik und Ästhetik sowie Kultur- und Ideengeschichte
- Weimarer Klassik
- Intermedialität und Intertextualität

## Publikationen
- Konrad Celtis und das Projekt der deutschen Dichtung. Studien zur humanistischen Konstitution von Poetik, Philosophie, Nation und Ich. Niemeyer, Tübingen 2003 (= Frühe Neuzeit 76).
- Vor der Klassik – Die Ästhetik Schillers zwischen Karlsschule und Kant-Rezeption. De Gruyter, Berlin/Boston 2011 (Quellen und Forschungen zur Literatur- und Kulturgeschichte 72).
- Einführung in die Intermedialität. Wissenschaftliche Buchgesellschaft, Darmstadt 2014.
- mit Friederike Günther als Hrsg.: Poetik des Wilden. Festgabe für Wolfgang Riedel. Königshausen & Neumann, Würzburg 2012.
- als Hrsg.: Ein Aggregat von Bruchstücken. Fragment und Fragmentarismus im Werk Friedrich Schillers. (unter Mitarbeit von Marisa Irawan), Königshausen & Neumann, Würzburg 2013.
- mit Friedrich Vollhardt als Hrsg.: Unordentliche Collectanea. Gotthold Ephraim Lessings Laokoon zwischen antiquarischer Gelehrsamkeit und ästhetischer Theoriebildung. De Gruyter, Berlin/Boston 2013.
- mit Joachim Hamm als Hrsg.: Unterwelten. Modelle und Transformationen. Königshausen & Neumann, Würzburg 2014.
- (Mit-Hrsg.): "Ein Vater neuer Zeit". Reuchlin, die Juden und die Reformation (= Tübinger Kataloge, Bd. 104). Stadtmuseum Tübingen, Tübingen 2017, ISBN 978-3-941818-33-0.
- mit Annette Gerok-Reiter, Matthias Bauer, Anna Pawlak als Hrsg.: Andere Ästhetik – Grundlagen, Fragen, Perspektiven. De Gruyter, Berlin/Boston 2022 (Andere Ästhetik – Koordinaten 1).